# 圣保利栈桥
圣保利码头（德語：St. Pauli Landungsbrücken）是德国汉堡港最大的码头，位于汉堡易北河畔的圣保利区，介于下游港口和鱼市场（Fischmarkt）之间。
圣保利码头也是汉堡的主要旅游景点之一，有许多餐厅。
圣保利码头现在也是一处交通枢纽，除渡轮码头外，还有汉堡城市快铁与汉堡地铁。东端以水位塔为标志。

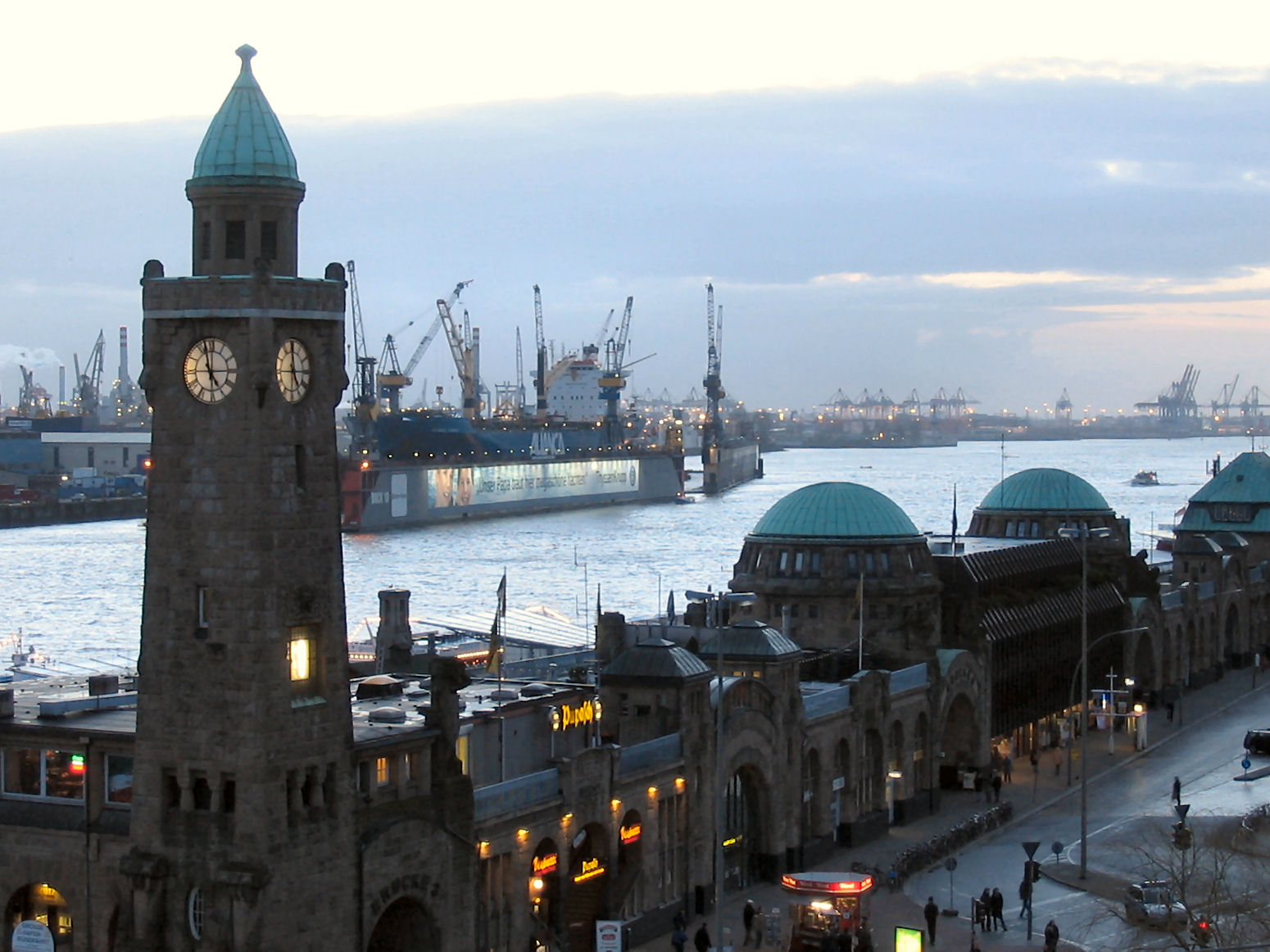

圣保利码头建于1839年，当时这里是汉堡港的边缘，在此可以方便地装卸煤炭。圣保利码头最初作为蒸汽轮船的终点，服务于国际航班的客轮。赫伯罗特班轮也曾在这里着陆。